# Żygier Zakirow
Żygier Zakirow (ros. Жигер Закиров; 10 listopada 1990) – kazachski zapaśnik walczący w stylu wolnym. Zajął 25 miejsce na mistrzostwach świata w 2015. Srebrny medalista mistrzostw Azji w 2016. Brązowy medalista halowych igrzysk azjatyckich w 2017 roku.